# マティアス・ルピイェ
マティアス・ルピイェ（Matthias Lepiller, 1988年6月12日 - ）は、フランス・ル・アーヴル出身のサッカー選手。ポジションはFW。

## 人物
18歳で故郷のフランスから、イタリアのフィオレンティーナに引き抜かれた有望株。元々はDFの選手であったが、MFを経てFWにポジションを変えていった異色の経歴の持ち主でもある。U-17フランス代表に選出されていた。

## 経歴
2004-06シーズンに在籍したル・アーヴルACでは2試合に出場している。
2006-07シーズン開幕時にル・アーヴルACから、フィオレンティーナに移籍。イタリアに渡った1年目は、プレシーズンにトップカテゴリの合宿に参加するもシーズン中はプリマヴェーラでプレー。
2007-08シーズン開幕前はトップカテゴリの合宿に参加。
この項目は、ウィキプロジェクト サッカー選手の「テンプレート」を使用しています。